# Chasing Time: The Bedlam Session
Chasing Time: The Bedlam Session je živé album společně s DVD, které vydal britský zpěvák James Blunt v roce 2004, čímž zúročil svůj úspěšný debut alba Back to Bedlam. Na albu je záznam koncertu z Irska a na DVD je koncert, který odvysílala stanice BBC včetně rozhovoru a všech vydaných videoklipů.

## Seznam písní
1. Wisemen - 3:49
2. High - 3:55
3. Cry - 3:44
4. Goodbye My Lover - 4:18
5. So Long, Jimmy - 5:25
6. Sugar Coated - 3:51
7. You're Beautiful - 3:38
8. Billy - 3:46
9. Fall at Your Feet - 2:42
10. Tears and Rain - 4:17
11. No Bravery - 3:36
12. Where Is My Mind? - 4:07

## Umístění ve světě

### DVD hitparáda
| Hitparáda      | Umístění |
| -------------- | -------- |
| Belgie         | 1        |
| Německo        | 1        |
| Velká Británie | 1        |
| Austrálie      | 1        |

### CD hitparáda
| Hitparáda   | Umístění |
| ----------- | -------- |
| Nový Zéland | 1        |
| Švýcarsko   | 2        |
| Francie     | 8        |
| Polsko      | 36       |